# Tasmarubrius truncus
Tasmarubrius truncus är en spindelart som beskrevs av Davies 1998. Tasmarubrius truncus ingår i släktet Tasmarubrius och familjen Amphinectidae.
Artens utbredningsområde är Tasmanien. Inga underarter finns listade i Catalogue of Life.